# بطولة آسيا للناشئين تحت 16 عاما 2018
تعد بطولة آسيا 2018 لكرة القدم تحت سن 16 عام هي النسخة الثامنة عشر للبطولة الدولية لكرة القدم للناشئين تحت سن 16 عام والتي تقام كل عامين لمنتخبات الرجال تحت سن 16 عام في منطقة آسيا ويتم تنظيمها بواسطة الاتحاد الآسيوي لكرة القدم. أقيمت البطولة في ماليزيا
مابين 20 سبتمبر و7 أكتوبر 2018، حيث تم اختيارها كمضيف من قبل الاتحاد الآسيوي لكرة القدم في يوم 25 يوليو 2017. بلغ مجموع المنتخبات المشاركة في البطولة 16 منتخباً.
تأهلت المنتخبات الأربعة الأولى في البطولة لكأس العالم 2019 تحت سن 17 عام كممثلين للاتحاد الآسيوي لكرة القدم والذي سيقام في البرازيل.
كان العراق هو حامل اللقب ولكنه خرج من البطولة في مستوى المجموعات.

## التصفيات

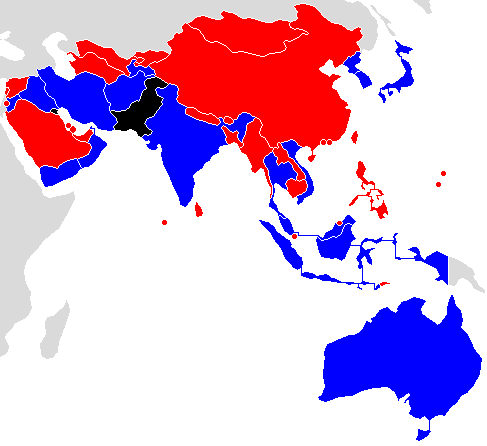
المتأهلون لبطولة 2018
فشلت في التأهل
غير متأهلين أو منسحبون
ليسوا أعضاء في الاتحاد الآسيوي لكرة القدم

تم إجراء مباريات التصفيات في الفترة مابين 16–29 سبتمبر 2017. شاركت ماليزيا أيضا في التصفيات على الرغم من أنه يتم تأهيلها بشكل تلقائي باعتبارها البلد المضيف.

### المنتخبات المتأهلة
تأهلت هذه المنتخبات ال16 إلى المنافسة النهائية للبطولة.
| المنتخب        | سبب التأهل      | حضور البطولة | أفضل أداء سابق           |
| -------------- | --------------- | ------------ | ------------------------ |
| ماليزيا        | البلد المضيف    | الخامس       | ربع النهائي (2014)       |
| الأردن         | أول المجموعة A  | الثالث       | ربع النهائي (2010)       |
| طاجيكستان      | أول المجموعة B  | الثالث       | المركز الثالث (2006)     |
| إيران          | أول المجموعة C  | الحادي عشر   | البطل (2008)             |
| العراق         | أول المجموعة D  | العاشر       | البطل (2016)             |
| اليمن          | أول المجموعة E  | الخامس       | المركز الثاني (2002)     |
| كوريا الشمالية | أول المجموعة F  | الحادي عشر   | البطل (2010، 2014)       |
| إندونيسيا      | أول المجموعة G  | السادس       | المركز الرابع (1990)     |
| كوريا الجنوبية | أول المجموعة H  | الرابع عشر   | البطل (1986، 2002)       |
| أستراليا       | أول المجموعة I  | السادس       | نصف النهائي (2010، 2014) |
| اليابان        | أول المجموعة J  | الخامس عشر   | البطل (1994، 2006)       |
| الهند          | ثاني المجموعة D | الثامن       | ربع النهائي (2002)       |
| عمان           | ثاني المجموعة B | العاشر       | البطل (1996، 2000)       |
| تايلاند        | ثاني المجموعة G | الحادي عشر   | البطل (1998)             |
| فيتنام         | ثاني المجموعة I | السابع       | المركز الرابع (2000)     |
| أفغانستان      | ثاني المجموعة C | الأول        | أول مشاركة في البطولة    |

ملاحظات:
1. 1 2 3 4 5  بما أن ماليزيا (المركز الثاني في المجموعة J) قد تأهلت بالفعل بشكل تلقائي للبطولة النهائية باعتبارها البلد المضيف، فإن أفضل خمسة فرق في المركز الثاني (باستثناء ماليزيا) تم تأهيلهم للمشاركة في المنافسة النهائية.

## الملاعب
تمت إقامة المباريات في ثلاثة ملاعب في محيط وادي كلانج.
| كوالالمبور             | كوالالمبور     | ملعب بوكيت جليل الوطني UM Arena ملعب بيتالينغ جايابطولة آسيا للناشئين تحت 16 عاما 2018 (سلانغور) | بيتالينغ جايا      |
| ---------------------- | -------------- | ------------------------------------------------------------------------------------------------ | ------------------ |
| ملعب بوكيت جليل الوطني | استاد UM Arena | ملعب بوكيت جليل الوطني UM Arena ملعب بيتالينغ جايابطولة آسيا للناشئين تحت 16 عاما 2018 (سلانغور) | ملعب بيتالينغ جايا |
| السعة: 87,411          | السعة: 1,000   | ملعب بوكيت جليل الوطني UM Arena ملعب بيتالينغ جايابطولة آسيا للناشئين تحت 16 عاما 2018 (سلانغور) | السعة: 25,000      |
|                        |                | ملعب بوكيت جليل الوطني UM Arena ملعب بيتالينغ جايابطولة آسيا للناشئين تحت 16 عاما 2018 (سلانغور) |                    |

## القرعة
تم إجراء قرعة الدورة النهائية للبطولة في يوم 26 أبريل 2018، الساعة 15:00 بتوقيت ماليزيا (التوقيت العالمي + 2)، تم إجراء القرعة في مقر
الاتحاد الآسيوي لكرة المدم في كوالالمبور. تم تقسيم المنتخبات ال16 من خلال القرعة إلى أربعة مجموعات كل مجموعة تتكون من أربعة منتخبات. تم تصنيف المنتخبات وفقاً لأدائها في الدورة النهائية لنفس البطولة عام 2016 وأيضا وفقا لتأهل كل منتخب، مع تخصيص الموقع A1 في المجموعة الأولى بشكل تلقائي للمنتخب الماليزي في القرعة.
| وعاء 1                                                 | وعاء 2                                         | وعاء 3                                   | وعاء 4                                           |
| ------------------------------------------------------ | ---------------------------------------------- | ---------------------------------------- | ------------------------------------------------ |
| 1. ماليزيا (مضيف) 2. العراق 3. إيران 4. كوريا الشمالية | 1. اليابان 2. عمان 3. فيتنام 4. كوريا الجنوبية | 1. اليمن 2. الهند 3. تايلاند 4. أستراليا | 1. طاجيكستان 2. الأردن 3. أفغانستان 4. إندونيسيا |

## الفرق
سمح للاعبين الذين ولدوا في أو بعد يوم 1 يناير 2002 بالمشاركة في البطولة. كان من الواجب على كل منتخب تسجيل فريق مكون من 18 لاعب على الأقل و23 لاعب بحد أقصى، ثلاثة منهم على الأقل حراس مرمى.

## دور المجموعات
يتأهل المنتخبان الأول والثاني في كل مجموعة إلى الدور ربع النهائي.

التغلب على تساوي عدد النقاط بين الفرق
يتم تصنيف المنتخبات وفقاً للنقاط (3 نقاط للفوز، نقطة واحدة للتعادل، لا شيء للخسارة). وفي حالة التساوي في عدد النقاط، يتم تطبيق المعايير التالية بنفس الترتيب لتحديد تصنيف المنتخبات وحسم تساوي عدد النقاط.
1. أكبر عدد من النقاط تم الحصول عليه في المباريات بين المنتخبات المتساوية في عدد النقاط؛
2. فارق الأهداف في المباريات بين المنتخبات المتساوية في عدد النقاط؛
3. أكبر عدد من الأهداف المسجلة في المباريات بين المنتخبات المتساوية في عدد النقاط؛
4. إذا كان عدد المنتخبات المتساوية في عدد النقاط أكثر من 2، وبعد تطبيك المعايير أعلاه ظلت هنان مجموعة ثانوية بها منتخبين متساويين في عدد النقاط، يعاد تطبيق المعايير أعلاه بشكل حصري للمجموعة الثانوية تلك؛
5. فارق الأهداف في جميع مباريات المجموعة؛
6. أكبر عدد من الأهداف المسجلة في جميع مباريات المجموعة؛
7. ركلات الترجيح إذا كان هناك منتخبين فقط متساويين في عدد النقاط وكانت آخر جولة مواجهة في المجموعة بينهما؛
8. النقاط التأديبية (البطاقة الصفراء = 1 نقطة، البطاقة الحمراء كنتيجة ل2 بطاقة صفراء = 3 نقاط، البطاقة الحمراء المباشرة = 3 نقاط، البطاقة الصفراء ثم بطاقة حمراء مباشرة = 4 نقاط).
9. إجراء قرعة.

جميع الأوقات تحدد حسب التوقيت المحلي، توقيت ماليزيا (التوقيت العالمي + 2).
| الجولة  | التواريخ          | المباريات       |
| ------- | ----------------- | --------------- |
| الأولى  | 20–22 سبتمبر 2018 | 1 مع 4، و2 مع 3 |
| الثانية | 23–25 سبتمبر 2018 | 4 مع 2، و3 مع 1 |
| الثالثة | 27–28 سبتمبر 2018 | 1 مع 2، و3 مع 4 |

### المجموعة الأولى
| م | الفريق      | لعب | ف | ت | خ | أ.له | أ.ع | أ.ف | نقاط | التأهل             |
| - | ----------- | --- | - | - | - | ---- | --- | --- | ---- | ------------------ |
| 1 | اليابان     | 3   | 2 | 1 | 0 | 7    | 2   | +5  | 7    | مرحلة خروج المغلوب |
| 2 | طاجيكستان   | 3   | 1 | 1 | 1 | 4    | 7   | −3  | 4    | مرحلة خروج المغلوب |
| 3 | تايلاند     | 3   | 1 | 0 | 2 | 7    | 9   | −2  | 3    |                    |
| 4 | ماليزيا (H) | 3   | 1 | 0 | 2 | 8    | 8   | 0   | 3    |                    |

1. 1 2  نتيجة المواجهة المباشرة: تايلاند 4–2 ماليزيا.

| ماليزيا                                                                            | 6–2   | طاجيكستان                                         |
| ---------------------------------------------------------------------------------- | ----- | ------------------------------------------------- |
| - لقمان حكيم 30'، 42'، 46'، 66' - نجم الدين أكمل 33' (ر.ج.) - أليف مطلب 76' (ر.ج.) | تقرير | - شريفبيك رحماتوف 72' (ر.ج.) - إسلام زايروف 90+1' |

| اليابان                                                                        | 5–2   | تايلاند                                     |
| ------------------------------------------------------------------------------ | ----- | ------------------------------------------- |
| - ريوتارو أراكي 6'، 34' - كورابا كوندو 8' - ريكو هاندا 42' - شوجي توياما 90+1' | تقرير | - واراغون تهونغباي 1' - سوفانات مويانتا 15' |

| تايلاند                                                              | 4–2   | ماليزيا                                 |
| -------------------------------------------------------------------- | ----- | --------------------------------------- |
| - سوفانات مويانتا 3'، 21' - واراغون تهونغباي 57' - أبيديت جانغام 85' | تقرير | - لقمان حكيم 12' - فردوس كايرونيسام 48' |

| طاجيكستان | 0–0   | اليابان |
| --------- | ----- | ------- |
|           | تقرير |         |

| ماليزيا | 0–2   | اليابان                                  |
| ------- | ----- | ---------------------------------------- |
|         | تقرير | - شوجي توياما 37' - هيكارو نارووكا 90+3' |

| تايلاند               | 1–2   | طاجيكستان                                |
| --------------------- | ----- | ---------------------------------------- |
| - سوفانات مويانتا 80' | تقرير | - آزادبيك بانجييف 38' - إسلام زايروف 84' |

### المجموعة الثانية
| م | الفريق         | لعب | ف | ت | خ | أ.له | أ.ع | أ.ف | نقاط | التأهل             |
| - | -------------- | --- | - | - | - | ---- | --- | --- | ---- | ------------------ |
| 1 | كوريا الشمالية | 3   | 2 | 1 | 0 | 6    | 3   | +3  | 7    | مرحلة خروج المغلوب |
| 2 | عمان           | 3   | 1 | 1 | 1 | 5    | 5   | 0   | 4    | مرحلة خروج المغلوب |
| 3 | اليمن          | 3   | 1 | 0 | 2 | 5    | 4   | +1  | 3    |                    |
| 4 | الأردن         | 3   | 0 | 2 | 1 | 5    | 9   | −4  | 2    |                    |

| عمان                   | 2–0   | اليمن |
| ---------------------- | ----- | ----- |
| - قصي الجرادي 14'، 35' | تقرير |       |

| كوريا الشمالية           | 2–2   | الأردن                            |
| ------------------------ | ----- | --------------------------------- |
| - كيم كانغ-سونغ 20'، 44' | تقرير | - مهند سمرين 31' - عامر جاموس 75' |

| الأردن                                     | 2–2   | عمان                                |
| ------------------------------------------ | ----- | ----------------------------------- |
| - رزق بني هاني 49' - عامر جاموس 75' (ر.ج.) | تقرير | - عمر السلتي 54' - ناصر الناعبي 86' |

| اليمن | 0–1   | كوريا الشمالية      |
| ----- | ----- | ------------------- |
|       | تقرير | - كيم وون-إيل 45+2' |

| كوريا الشمالية                                               | 3–1   | عمان                     |
| ------------------------------------------------------------ | ----- | ------------------------ |
| - باك ريونغ-غوون 4' - كيم كانغ-سونغ 16' - أن فيونغ-إيل 45+1' | تقرير | - قصي الجرادي 78' (ر.ج.) |

| اليمن                                                                               | 5–1   | الأردن                    |
| ----------------------------------------------------------------------------------- | ----- | ------------------------- |
| - فيصل سيف 14'، 73' (ر.ج.) - تامر سنان 16' - سعد القعود 24' - محمد عيسى 25' (هـ.ذ.) | تقرير | - رزق بني هاني 75' (ر.ج.) |

### المجموعة الثالثة
| م | الفريق    | لعب | ف | ت | خ | أ.له | أ.ع | أ.ف | نقاط | التأهل             |
| - | --------- | --- | - | - | - | ---- | --- | --- | ---- | ------------------ |
| 1 | إندونيسيا | 3   | 1 | 2 | 0 | 3    | 1   | +2  | 5    | مرحلة خروج المغلوب |
| 2 | الهند     | 3   | 1 | 2 | 0 | 1    | 0   | +1  | 5    | مرحلة خروج المغلوب |
| 3 | إيران     | 3   | 1 | 1 | 1 | 5    | 2   | +3  | 4    |                    |
| 4 | فيتنام    | 3   | 0 | 1 | 2 | 1    | 7   | −6  | 1    |                    |

| إيران | 0–2   | إندونيسيا                                                |
| ----- | ----- | -------------------------------------------------------- |
|       | تقرير | - أمير الدين باغوس كهفي 4' - أمير الدين باغاس كافا 90+1' |

| فيتنام | 0–1   | الهند                           |
| ------ | ----- | ------------------------------- |
|        | تقرير | - فيكرام براتاب سينغ 86' (ر.ج.) |

| الهند | 0–0   | إيران |
| ----- | ----- | ----- |
|       | تقرير |       |

| إندونيسيا              | 1–1   | فيتنام              |
| ---------------------- | ----- | ------------------- |
| - سلطان دييغو زيكو 49' | تقرير | - كوات فان كانغ 30' |

| إيران                                                               | 5–0   | فيتنام |
| ------------------------------------------------------------------- | ----- | ------ |
| - أمير حسين عزيزي 18'، 36' - آريا برزكر 21' - أمين دوستعلي 31'، 64' | تقرير |        |

| الهند | 0–0   | إندونيسيا |
| ----- | ----- | --------- |
|       | تقرير |           |

### المجموعة الرابعة
| م | الفريق         | لعب | ف | ت | خ | أ.له | أ.ع | أ.ف | نقاط | التأهل             |
| - | -------------- | --- | - | - | - | ---- | --- | --- | ---- | ------------------ |
| 1 | كوريا الجنوبية | 3   | 3 | 0 | 0 | 12   | 0   | +12 | 9    | مرحلة خروج المغلوب |
| 2 | أستراليا       | 3   | 2 | 0 | 1 | 6    | 4   | +2  | 6    | مرحلة خروج المغلوب |
| 3 | العراق         | 3   | 1 | 0 | 2 | 3    | 5   | −2  | 3    |                    |
| 4 | أفغانستان      | 3   | 0 | 0 | 3 | 1    | 13  | −12 | 0    |                    |

| العراق                                      | 2–1   | أفغانستان      |
| ------------------------------------------- | ----- | -------------- |
| - حسين صادق 3' - عبد الرزاق قاسم 14' (ر.ج.) | تقرير | - علي زاهدي 5' |

| كوريا الجنوبية                              | 3–0   | أستراليا |
| ------------------------------------------- | ----- | -------- |
| - تشوي مين-سيو 43'، 68' - هونغ يون-سانغ 51' | تقرير |          |

| أستراليا                       | 2–1   | العراق                       |
| ------------------------------ | ----- | ---------------------------- |
| - لوك دوزل 67' - نوح بوتيك 74' | تقرير | - عبد الرزاق قاسم 81' (ر.ج.) |

| أفغانستان | 0–7   | كوريا الجنوبية |
| --------- | ----- | --- |
|           | تقرير | - أن غي-هون 22'، 35' - عصمت الله كاظمي 45' (هـ.ذ.) - بايك سانغ-هون 46' - جيونغ سانغ-بين 59'، 63' - هونغ يون-سانغ 67' |

| العراق | 0–2   | كوريا الجنوبية        |
| ------ | ----- | --------------------- |
|        | تقرير | - مون جون-هو 45'، 48' |

| أستراليا                                    | 4–0   | أفغانستان |
| ------------------------------------------- | ----- | --------- |
| - جوزيف رودي 8'، 45+3' - نوح بوتيك 26'، 61' | تقرير |           |

## مرحلة خروج المغلوب
في مرحلة خروج المغلوب، تم تحديد الفائزين بواسطة ركلات الترجيح إذا لزم الأمر دون أي وقت إضافي.

### القوس
|  | ربع النهائي               | ربع النهائي              |                       |       | نصف النهائي | نصف النهائي |  |  | النهائي | النهائي |
|  |                           |                          |                       |       |             |             |  |  |         |         |
|  | 30 سبتمبر – بوكيت جليل    |                          |                       |       |             |             |  |  |         |         |
|  |                           |                          |                       |       |             |             |  |  |         |         |
|  | اليابان                   | 2                        |                       |       |             |             |  |  |         |         |
|  | اليابان                   | 2                        | 4 أكتوبر – بوكيت جليل |       |             |             |  |  |         |         |
|  | عمان                      | 1                        |                       |       |             |             |  |  |         |         |
|  | عمان                      | 1                        | اليابان               | 3     |             |             |  |  |         |         |
|  | 1 أكتوبر – بوكيت جليل     |                          | اليابان               | 3     |             |             |  |  |         |         |
|  |                           | أستراليا                 | 1                     |       |             |             |  |  |         |         |
|  | إندونيسيا                 | أستراليا                 | 1                     | 2     |             |             |  |  |         |         |
|  | إندونيسيا                 |                          | 7 أكتوبر – بوكيت جليل | 2     |             |             |  |  |         |         |
|  | أستراليا                  | 3                        |                       |       |             |             |  |  |         |         |
|  | أستراليا                  | 3                        | اليابان               | 1     |             |             |  |  |         |         |
|  | 30 سبتمبر – بيتالينغ جايا |                          | اليابان               | 1     |             |             |  |  |         |         |
|  |                           | طاجيكستان                | 0                     |       |             |             |  |  |         |         |
|  | كوريا الشمالية            | طاجيكستان                | 0                     | 1 (2) |             |             |  |  |         |         |
|  | كوريا الشمالية            | 4 أكتوبر – بيتالينغ جايا |                       | 1 (2) |             |             |  |  |         |         |
|  | طاجيكستان (ج.)            | 1 (4)                    |                       |       |             |             |  |  |         |         |
|  | طاجيكستان (ج.)            | 1 (4)                    | طاجيكستان (ج.)        | 1 (7) |             |             |  |  |         |         |
|  | 1 أكتوبر – بيتالينغ جايا  |                          | طاجيكستان (ج.)        | 1 (7) |             |             |  |  |         |         |
|  |                           | كوريا الجنوبية           | 1 (6)                 |       |             |             |  |  |         |         |
|  | كوريا الجنوبية            | كوريا الجنوبية           | 1 (6)                 | 1     |             |             |  |  |         |         |
|  | كوريا الجنوبية            |                          |                       | 1     |             |             |  |  |         |         |
|  | الهند                     | 0                        |                       |       |             |             |  |  |         |         |
|  | الهند                     | 0                        |                       |       |             |             |  |  |         |         |

### الدور ربع النهائي
تأهل الفائزون لنهائيات كأس العالم 2019 تحت سن 17 عام.
| اليابان                                      | 2–1   | عمان               |
| -------------------------------------------- | ----- | ------------------ |
| - عيسى الناعبي 14' (هـ.ذ.) - شوجي توياما 81' | تقرير | - طارق المعشري 22' |

| كوريا الشمالية                                             | 1–1   | طاجيكستان                                                            |
| ---------------------------------------------------------- | ----- | -------------------------------------------------------------------- |
| - ري هون 69'                                               | تقرير | - رستم سويروف 14'                                                    |
| ركلات الترجيح                                              |       |                                                                      |
| - ران نام-هيون - كيم جين-غوك - تشاي يو-سونغ - كيم جين-هيوك | 2–4   | - شريفبيك رحمتاوف - أوزودبيك بانجييف - جونيبيك شاريبوف - رستم سويروف |

| إندونيسيا                                     | 2–3   | أستراليا                                              |
| --------------------------------------------- | ----- | ----------------------------------------------------- |
| - سلطان دييغو زيكو 17' - ريندي جوليانسياه 89' | تقرير | - دانييل والش 51' - آدم ليومبرونو 65' - نوح بوتيك 74' |

| كوريا الجنوبية       | 1–0   | الهند |
| -------------------- | ----- | ----- |
| - جيونغ سانغ-بين 68' | تقرير |       |

### الدور نصف النهائي
| اليابان                                   | 3–1   | أستراليا              |
| ----------------------------------------- | ----- | --------------------- |
| - شوجي توياما 59'، 69' - شونسوكي ميتو 78' | تقرير | - نوح بوتيك 8' (ر.ج.) |

| طاجيكستان | 1–1   | كوريا الجنوبية                                                                                     |
| --- | ----- | -------------------------------------------------------------------------------------------------- |
| - آزادبيك بانجييف 2' | تقرير | - يون سوك-جو 39'                                                                                   |
| ركلات الترجيح |       | |
| - شريفبيك رحماتوف - جونيبيك شاريبوف - إبراهيم زاكيروف - آزادبيك بانجييف - رستم سويروف - شاهرخ سانغوف - محمدرسول لطف الله ييف | 7–6   | - جيونغ سانغ-بين - لي تاي-سيوك - لي جون-سوك - هونغ سونغ-ووك - مون جون-هو - يون سوك-جو - سون هو-جون |

### الدور النهائي
| اليابان            | 1–0   | طاجيكستان |
| ------------------ | ----- | --------- |
| - جون نيشيكاوا 63' | تقرير |           |

## الفائزون
| بطولة آسيا 2018 لكرة القدم تحت سن 16 عام |
| ---------------------------------------- |
| · اليابان · للمرة الثالثة                |

## الجوائز
تم منح الجوائز التالية في نهاية البطولة.
| أفضل هداف  | اللاعب الأكثر قيمة | جائزة اللعب النظيف |
| ---------- | ------------------ | ------------------ |
| لقمان حكيم | جون نيشيكاوا       | اليابان            |

## الهدافون
عدد الأهداف المُسجلة  97 هدفًا  في 31 مباراة، بمتوسط 3.13 هدفًا في المباراة الواحدة.
5 أهداف
- نوح بوتيك
- شوجي توياما
- لقمان حكيم

4 أهداف
- سوفانات مويانتا

3 أهداف
- كيم كانغ-سونغ
- قصي الجرادي
- جيونغ سانغ-بين

هدفان
- جوزيف رودي
- سلطان دييغو زيكو
- أمير حسين عزيزي
- أمين دوستعلي
- عبد الزراق قاسم
- ريوتارو أراكي
- رزق بني هاني
- عامر جاموس
- أن غي-هون
- تشوي مين-سيو
- هونغ يون-سانغ
- مون جون-هو
- آزادبيك بانجييف
- إسلام زايروف
- واراغون تهونغباي
- فيصل سيف

هدف
- علي زاهدي
- لوك دوزل
- آدم ليومبرونو
- دانييل والش
- فيكرام براتاب سينغ
- أمير الدين باغاس كافا
- أمير الدين باغوس كهفي
- ريندي جوليانسيا
- آريا برزكر
- حسين صادق
- ريكو هاندا
- كورابا كوندو
- شونسوكي ميتو
- هيكارو نارووكا
- جون نيشيكاوا
- مهند سمرين
- أليف مطلب
- فردوس كايرونيسام
- نجم الدين أكمل
- أن فيونغ-إيل
- كيم وون-إيل
- باك ريونغ-غوون
- ري هون
- طارق المشعري
- ناصر الناعبي
- عمر السلتي
- بايك سانغ-هون
- يون سوك-جو
- رستم سويروف
- شريفبيك رحماتوف
- أبيديت جانغام
- كوات فان كانغ
- سعد القعود
- تامر سنان

هدف ذاتي
- عصمت الله كاظمي (ضد كوريا الجنوبية)
- محمد عيسى (ضد اليمن)
- عيسى الناعبي (ضد اليابان)

## المنتخبات المتأهلة لكأس العالم تحت سن 17 عام
تأهلت الفرق الأربعة التالية ممثلة عن الاتحاد الآسيوي لكأس العالم 2019 تحت سنة 17 عام.
| المنتخب        | تأهل بتاريخ    | المشاركات السابقة في كأس العالم لكرة القدم تحت سن 17 عام 1                    |
| -------------- | -------------- | ----------------------------------------------------------------------------- |
| اليابان        | 30 سبتمبر 2018 | 8 (1993, 1995، 2001، 2007، 2009، 2011، 2013، 2017)                            |
| طاجيكستان      | 30 سبتمبر 2018 | 1 (2007)                                                                      |
| أستراليا       | 1 أكتوبر 2018  | 12 2 (1985، 1987، 1989، 1991، 1993، 1995، 1999، 2001، 2003، 2005، 2011، 2015) |
| كوريا الجنوبية | 1 أكتوبر 2018  | 5 (1987، 2003, 2007, 2009، 2015)                                              |

1 السنوات بالخط العريض تشير إلى المنتخب الحاصل على البطولة في ذلك العام. والخط المائل يشير إلى المنتخبات المستضيفة للبطولة على أرضها في تل السنة.
2 تأهلت أستراليا باعتبارها عضواً في الاتحاد الأوقيانوسي لكرة القدم لعشر بطولات بين عامي 1985 و2005.

## روابط خارجية
- AFC U-16 Championship
, the-AFC.com
- AFC U-16 Championship 2018, stats.the-AFC.com